# جک آلموند
جک آلموند (انگلیسی: Jack Almond؛ زادهٔ ۶ نوامبر ۱۸۷۶) بازیکن فوتبال اهل بریتانیا است.
از باشگاه‌هایی که در آن بازی کرده‌است می‌توان به باشگاه فوتبال برافورد پارک آونیو، باشگاه فوتبال دونکستر راورز، باشگاه فوتبال دارلینگتون، باشگاه فوتبال شفیلد یونایتد، باشگاه فوتبال میلوال، باشگاه فوتبال بیشاپ اوکلند، و باشگاه فوتبال برادفورد سیتی اشاره کرد.